# Old Colwyn
Pour les articles homonymes, voir Colwyn.
Old Colwyn (en anglais) ou Hen Golwyn (en gallois) est un village et une communauté du borough de comté de Conwy, au pays de Galles.
Il est situé dans le nord du borough de comté, sur le littoral de la mer d'Irlande, juste à l'est de la ville de Colwyn Bay. Au recensement de 2011, la communauté d'Old Colwyn comptait 8 113 habitants.